# Euodynerus provisoreus
Euodynerus provisoreus är en stekelart som först beskrevs av Henry Lorenz Viereck 1908.  Euodynerus provisoreus ingår i släktet kamgetingar, och familjen Eumenidae. Inga underarter finns listade i Catalogue of Life.